# Alghero
Alghero (S'Alighera în limba sardă, L'Alguer în limba catalană), este un oraș de aproximativ 40000 locuitori, situat în Provincia Sassari, pe insula Sardinia în Italia. Locuitorii acestui oraș vorbesc un vechi dialect al limbii catalane ca urmare a cucerii catalane. Ulterior limba oficială a fost schimbată în limba spaniolă iar mai târziu în limba italiană. Cu toate acestea peste jumătate din locuitori vorbesc străvechiul dialect catalan.

## Istorie
Alghero a fost fondat în anul 1102 de către familia genoveză Doria ca port fortificat. Această familie a condus orașul cu o mică întrerupere între 1283-1284 când a fost condus de familia Pisano. În anul 1353 Alghero a fost capturat de Aragon.
Această perioadă a fost urmată de dominația Spaniei pană în anul 1702. În 1720 Alghero și întreaga insulă Sardinia face parte din Piemont sub conducerea familiei Savoya. În anul unificării italiene în 1860, regele Sardiniei a devenit regele Italiei.

## Economie
Economia orașului Alghero este concentrată în zilele noastre mai ales pe turism, comerț și servicii; un venit în creștere vine din faimoasele vinuri și din gastronomie. Portul din localitate este o importantă sursă de venit, devenind un punct central în activitățile turistice ale orașului. Turismul este înfloritor mai ales în ultimii ani prin dezvoltarea masivă a aeroportului din localitate (Aeroportul Alghero - AHO) și prin introducerea unor curse la preț redus operate de compania Ryanair.

## Demografie
Alghero - evoluția demografică

|  | Graficele sunt indisponibile din cauza unor probleme tehnice. Mai multe informații se găsesc la Phabricator și la wiki-ul MediaWiki. |

Date: Recensăminte sau birourile de statistică - grafică realizată de Wikipedia

## Galerie imagini

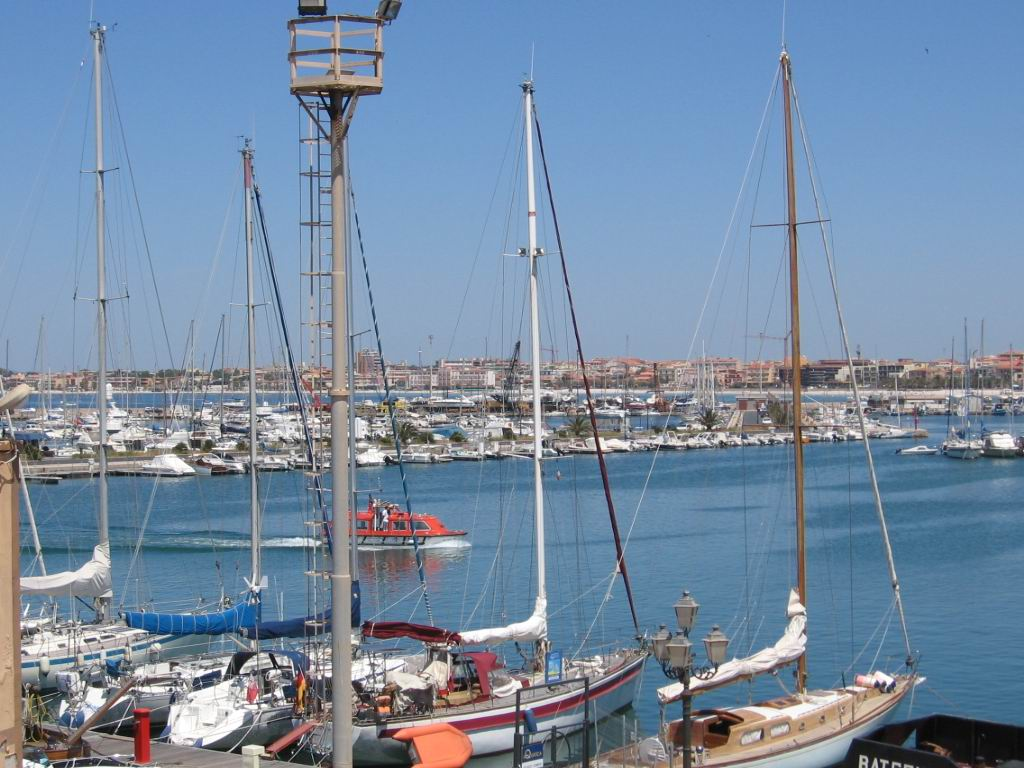
Portul din Alghero
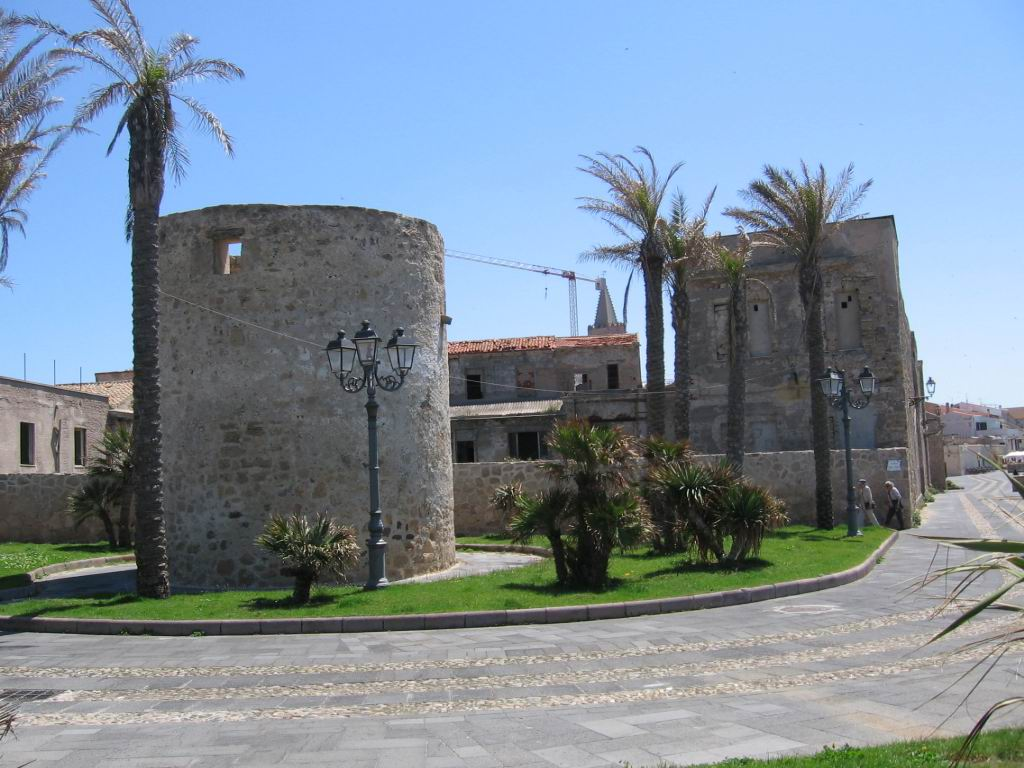
Zidurile orașului
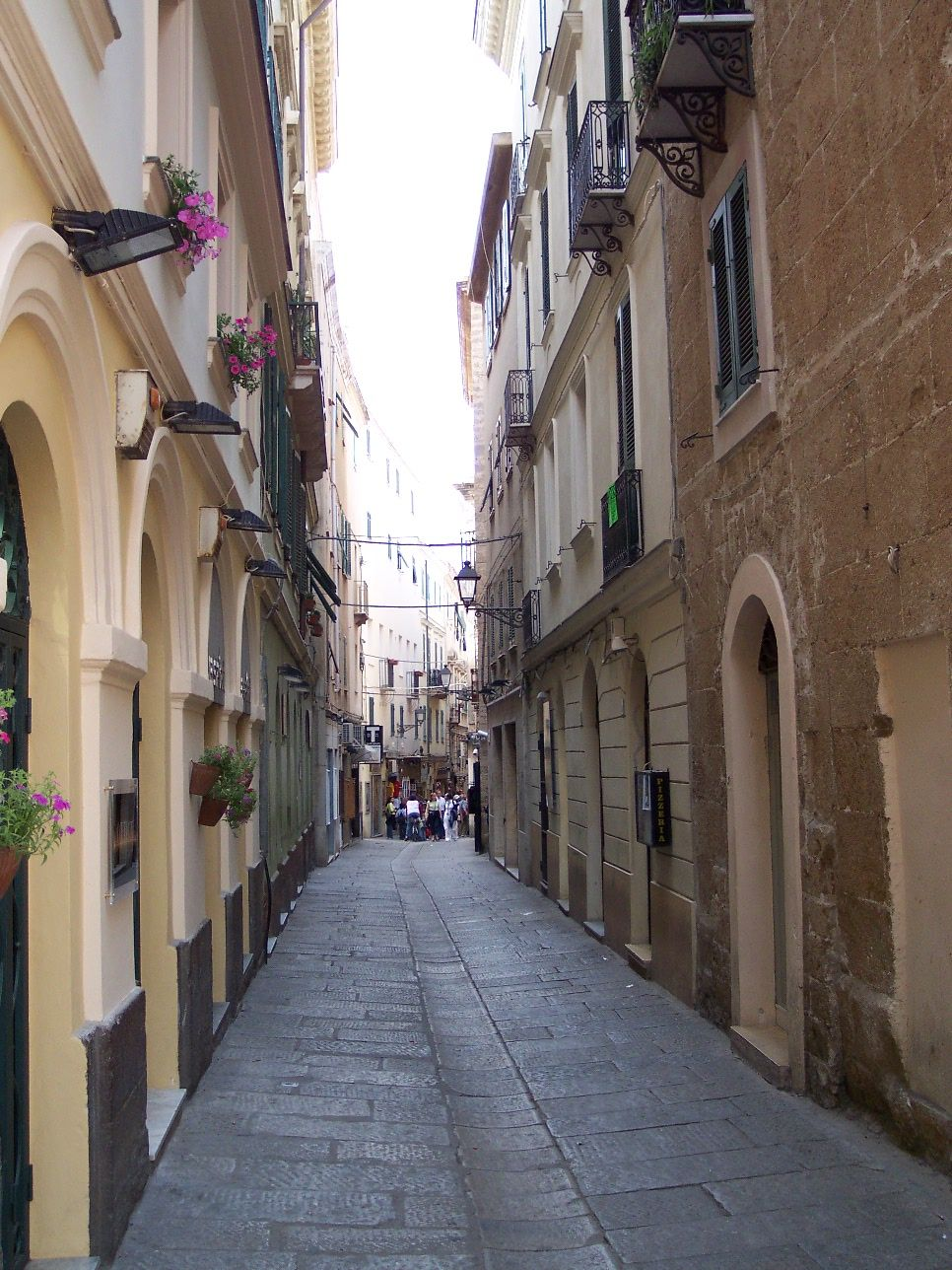
Străzi în oraș
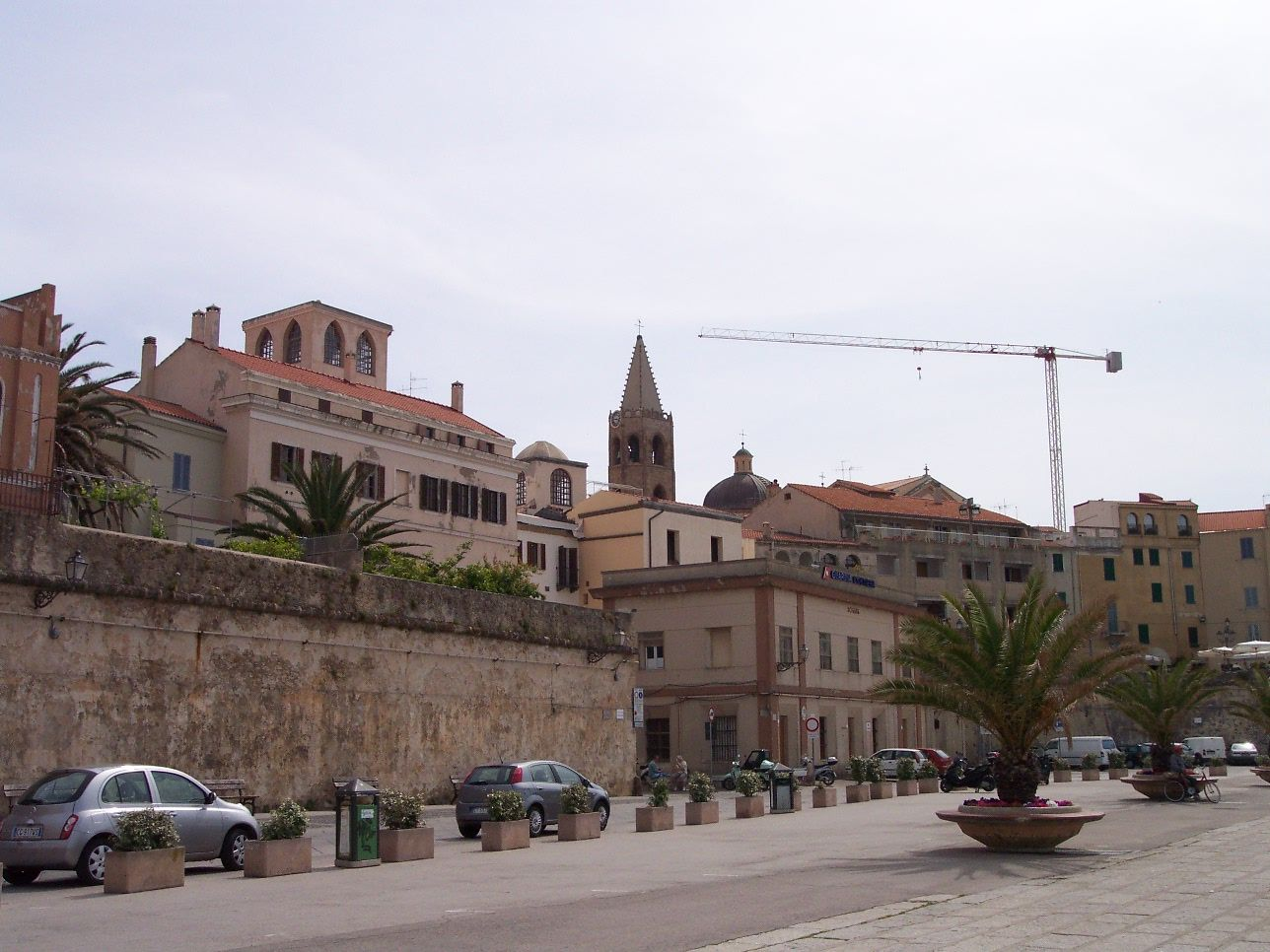
Vedere generală
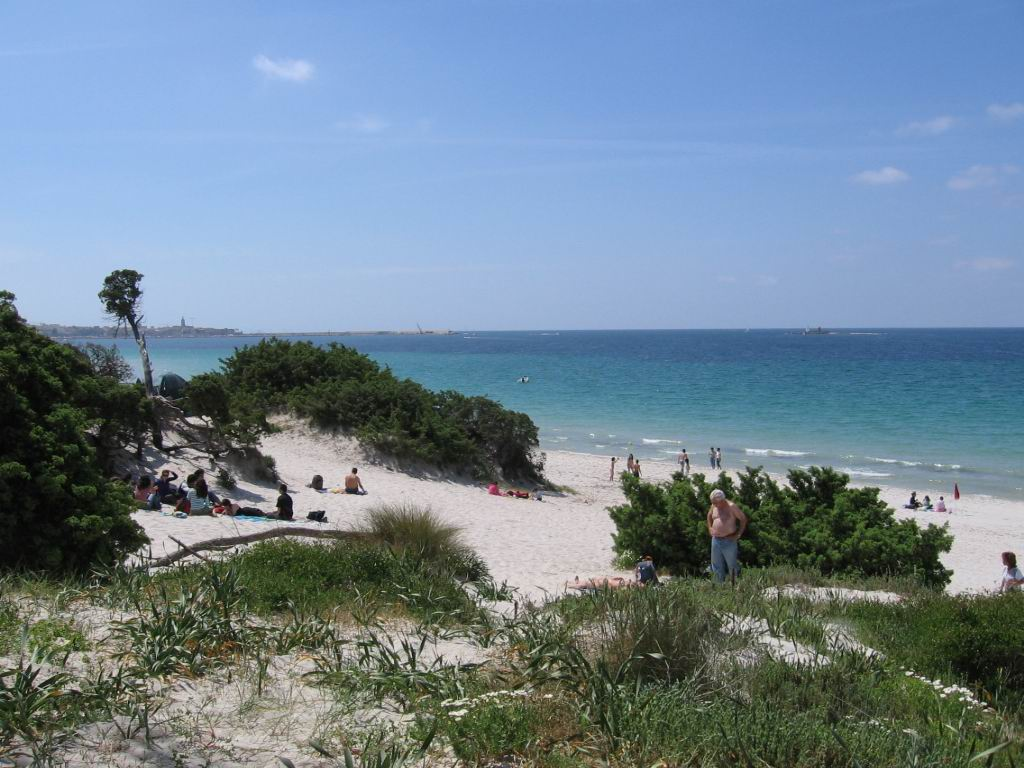
Plaja din Alghero
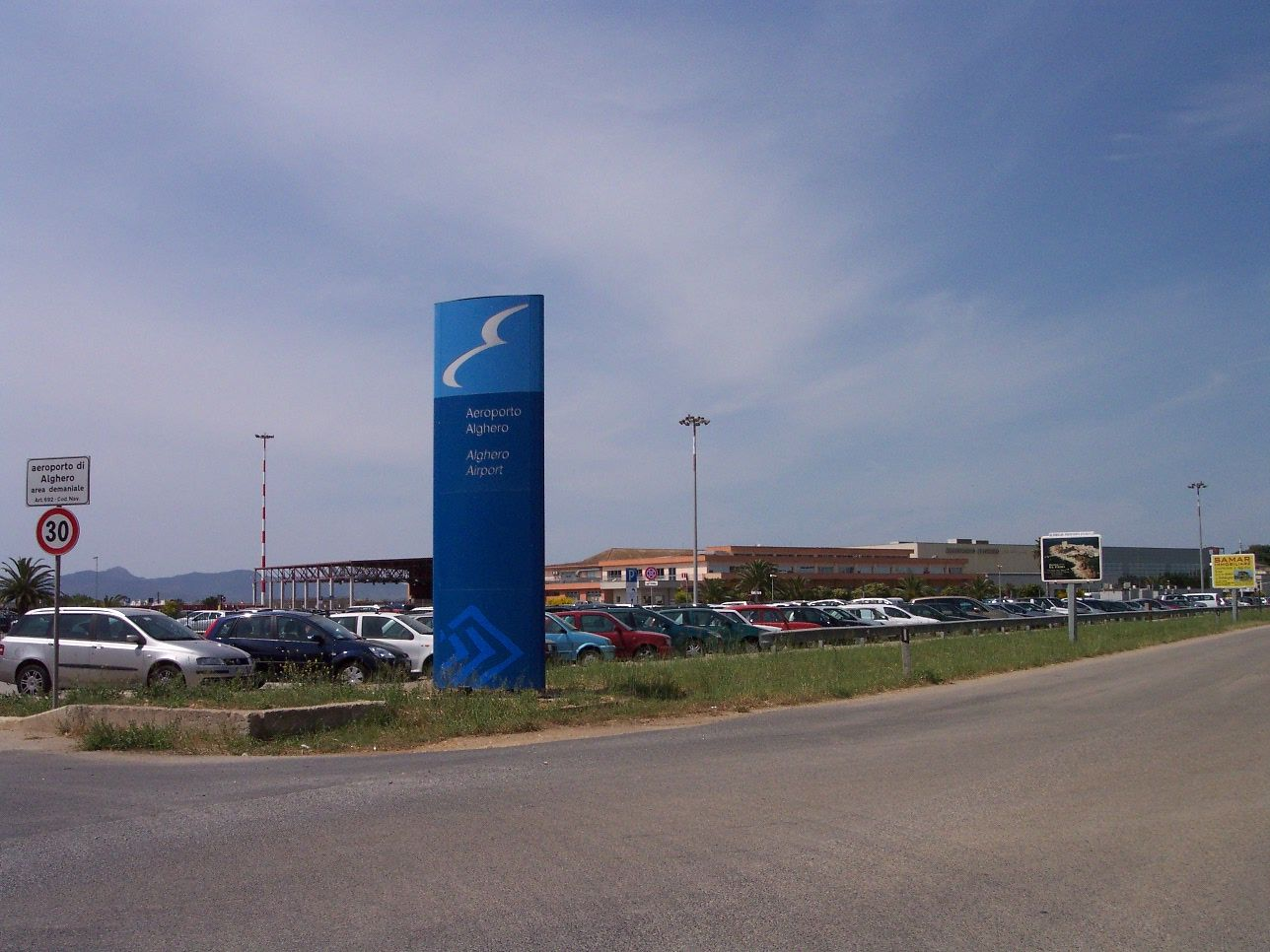
Aeroportul Alghero

1. ↑   https://www.carrentalinsardinia.com/algherocityguide.html Lipsește sau este vid: |title= (ajutor)
2. ↑  Superficie di Comuni Province e Regioni italiane al 9 ottobre 2011 (în italiană), Istituto Nazionale di Statistica, accesat în 16 martie 2019